# Faber Heeresma
Faber Johannes Heeresma (Amsterdam, 7 april 1939 – Ibiza, 17 juni 1969) was een Nederlandse schrijver en kunstschilder. 

## Familie
Zijn vader was de theoloog Heere Heeresma, godsdienstleraar en hoofdredacteur van het maandblad De Flambouw; zijn moeder heette Hendrika van der Zwan. Hij had twee oudere broers die eveneens schrijver waren: S.H. (Heere) Heeresma (1932-2011) en M.A. (Marcus) Heeresma (1936-1991).
Hij was getrouwd met Mia Jacqueline Visser (1935-2009), dochter van dr. Jacob Visser en Anne Jannetje Antonia Oskam. Uit het huwelijk kwamen geen kinderen voort.

## Loopbaan
Faber Heeresma publiceerde de thrillers Bonbons voor Belinda (1969) en Bijzonder Spaans (1969). In datzelfde jaar schreef hij samen met zijn broer, Heere Heeresma, onder het pseudoniem 'Heeresma Inc.' de spionageroman Teneinde in Dublin.
Hij kwam door een verkeersongeluk om het leven op het eiland Ibiza, waar hij ook begraven ligt. Postuum verscheen in 1973 nog het boek Hallo hallo...bent u daar, Plotsky?, dat hij eveneens samen met zijn broer Heere had geschreven.